# Orthonama roseimedia
Orthonama roseimedia är en fjärilsart som beskrevs av Louis Beethoven Prout 1910. Orthonama roseimedia ingår i släktet Orthonama och familjen mätare. Inga underarter finns listade i Catalogue of Life.